# ماريا كروفورد
ماريا كروفورد (بالإنجليزية: Maria Crawford)‏ هي جيولوجية أمريكية، ولدت في 18 يوليو 1939.